# Ball im Savoy (Operette)
Ball im Savoy ist eine Operette in einem Vorspiel und drei Akten von Paul Abraham. Das Libretto stammt von Alfred Grünwald und Fritz Löhner-Beda. Die Uraufführung fand am 23. Dezember 1932 im Großen Schauspielhaus in Berlin statt. Hauptdarsteller waren Gitta Alpár, Rosy Barsony und Oskar Dénes.

## Orchester
Eine Flöte, zwei Klarinetten, ein Fagott, zwei Hörner, drei Trompeten, zwei Posaunen, eine Harfe, zwei Banjos, zwei Klaviere, großes Schlagwerk und Streicher

## Handlung

### Vorspiel
Bild: Paläste mit Canal Grande in Venedig
Vor wenigen Stunden hat der reiche Adlige Aristide de Faublas die charmante Madeleine geheiratet. Sofort nach der Trauung haben sich die beiden auf Hochzeitsreise nach Venedig begeben.

### Erster Akt
Bild: Halle einer Villa in Nizza
Nun zieht das Paar in Aristides Villa in Nizza ein. Um dieses Ereignis würdig zu feiern, hat es zahlreiche Freunde eingeladen, darunter den türkischen Botschaftsattaché Mustapha Bey. Als die Stimmung ihren Höhepunkt erreicht, überbringt Aristides Kammerdiener Archibald seinem Herrn ein Telegramm. Es stammt von dessen früherer Geliebten Tangolita, einer Tänzerin, die wegen ihres Lebenswandels etwas in Verruf geraten ist. Als ihr Aristide den Laufpass gab, weil er sich in Madeleine verliebt hatte, wollte er ihr die Trennung mit einem großzügig bemessenen Scheck versüßen. Die kesse Tänzerin wies jedoch den Scheck zurück und rang ihm stattdessen das Versprechen ab, dass er sie einmal zum Galadiner ausführe, wann immer ihr dies in den Sinn komme. Und ausgerechnet heute steht ihr der Sinn danach.
Aristide weiht seinen Freund Mustapha Bey in das Geheimnis des Telegramms ein. Beide überlegen, wie man die verfahrene Situation wohl am besten meistern könnte, und bald hat der Türke eine Idee …
Kammerdiener Archibald kommt mit einem zweiten Telegramm. Angeblich hat es ein Komponist namens „Pasodoble“ verfasst. Dieser bittet den Hausherrn, ihn des Abends im Hotel „Savoy“ in Nizza aufzusuchen, wo er im Ballsaal sein neuestes Werk dirigieren werde. Was Aristide und Mustapha Bey nicht ahnen, ist, dass sich hinter dem Pseudonym „Pasodoble“ die Jazzkomponistin Daisy Darlington verbirgt und diese mit Madeleine befreundet ist. Zwar hat sie auf Wunsch des Türken, der seit kurzem in sie verliebt ist, das fingierte Telegramm aufgegeben, aber auch gleichzeitig Madeleine eine Nachricht über dieses seltsame Spiel zukommen lassen. Madeleine fällt aus allen Wolken, als sie erfährt, was ihr Gatte vorhat. Erst kurz verheiratet, und schon betrügt er sie! Das muss sie mit eigenen Augen sehen. Auf ins „Savoy“!

### Zweiter Akt
Bild: Vorraum zum Ballsaal des „Savoy“ in Nizza
Bei dem Ball im „Savoy“ sticht Madeleine der junge Rechtsreferendar Célestin ins Auge. Weil er sehr schüchtern ist, ergreift Madeleine die Initiative. Sie lockt ihn in ein Separée, nicht ahnend, dass ihr Gatte in dem angrenzenden Separée mit Tangolita tafelt. Als Aristide ein Telefongespräch mit seiner zu Hause wähnenden Frau führen möchte, leitet es der Ober Pomerol ins Nebenseparée um. Erst scheint es, als ließe sich Madeleine auf das Spiel ein, aber bald platzt ihr der Kragen. Sie bezichtigt ihren Mann in aller Öffentlichkeit der Untreue. Aristide sieht sich gedemütigt und verlässt wütend den Ball.

### Dritter Akt
Bild: Halle einer Villa in Nizza
Während Madeleines Verhalten von den meisten gebilligt wird, ist Aristide fest entschlossen, sich scheiden zu lassen. Telefonisch fordert er eine Anwaltskanzlei auf, ihm einen Juristen zu schicken, der sich auf Scheidungen spezialisiert habe. Kurz darauf spricht der Anwalt vor. Zu Aristides Überraschung ist es jener junge Mann, der beim Ball im „Savoy“ seine Frau wie ein Schuljunge angehimmelt hatte. Er versichert seinem Auftraggeber, dass zwischen ihm und Madeleine rein gar nichts stattgefunden habe, was auf eheliche Untreue schließen lasse. Daisy Darlington wiederum kann ihre Freundin Madeleine überzeugen, dass auch Aristide keinen Seitensprung begangen hat. Nach und nach versöhnt sich das zerstrittene Paar.
Mustapha Bey lässt nicht locker, die von ihm so begehrte Daisy Darlington zu erobern. Er war schon sechsmal verheiratet. Um seinem Werben Nachdruck zu verleihen, lässt er all seine Ex-Gattinnen aufmarschieren: Mizzi aus Wien, Blanca aus Prag, Lucia aus Rom, Mercedes aus Madrid, Trude aus Berlin und Ilonka aus Budapest. Und siehe da! Alle stellen Mustapha ein hervorragendes Zeugnis aus. Letztendlich ist auch Daisy geneigt, die siebte Frau des Türken zu werden.

## Bekannte Lieder
- Es ist so schön am Abend bummeln zu geh’n
- La bella tangolita
- Oh Mister Brown
- Wenn wir Türken küssen
- Bist du mir treu
- Ich hab einen Mann, der mich liebt
- Toujours l’amour
- Känguruh (im April 1941 von Iska Geri parodiert, als Autor kreditiert: Gustav Thorlichen, Deutsche Grammophon 47532 H)
- Sevilla

## Verfilmungen
- 1935: Ball im Savoy
- 1955: Die im deutschen Sprachraum erfolgreichste Verfilmung gestaltete Paul Martin. Unter seiner Regie agierten Eva-Ingeborg Scholz, Rudolf Prack, Nadja Tiller, Rudolf Platte und Peter W. Staub in den Hauptrollen. Paul Abrahams Musik wurde mit weiteren Nummern der Schlagerkomponisten Lothar Brühne, Heino Gaze und Heinz Gietz angereichert. Das Lexikon des internationalen Films urteilt: Wiederbelebungsversuch am althergebrachten Operetten-Klischee mit „modernisierter“ Thematik.
- 1971: TV-Inszenierung für das ZDF mit Christiane Schröder, Grit Böttcher, Bert Fortell, Klaus Löwitsch, Theo Lingen, Stefan Behrens, u. a.

## Aufnahmen
Die ersten Schallplatten-Aufnahmen fanden bereits wenige Wochen vor der Uraufführung statt. Unter der Leitung des Komponisten wurden etliche Nummern der Operette mit einigen Gesangssolisten der Premierenbesetzung aufgenommen. Als Begleitorchester diente ein Lindström-Studiorchester mit Otto-Dobrindt-Personal unter Leitung von Paul Abraham (auf den Plattenetiketten als Odeon-Künstlerorchester bezeichnet).
Viele Tanzorchester nahmen Titel aus der Operette auf, nachfolgend eine kleine Auswahl zeitgenössischer exemplarischer Einspielungen.
Odeon-Künstler-Orchester, Leitung Paul Abraham
- Was hat eine Frau von der Treue? (Gitta Alpár) (Odeon O-11770, Berlin, Dezember 1932)
- Warum bin ich verliebt in dich? (Oscar Dénes/Rosy Barsony) (Odeon O-11771, Berlin, Dezember 1932)
- Toujours l'amour (Gitta Alpar) (Odeon O-11770, Berlin, Dezember 1932)
- Es ist so schön, am Abend bummeln zu gheh'n (Oscar Dénes/Rosy Barsony) (Odeon O-11771, Berlin, Dezember 1932)
- Oh Mister Brown! (Oscar Dénes/Rosy Barsony) (Odeon O-11786, Berlin, Januar 1933)
- Ich hab' einen Mann, der mich liebt (Gitta Alpar) (Odeon O-11785, Berlin, Januar 1933)
- La bella Tangolita (Gitta Alpar) (Odeon O-11785, Berlin, Januar 1933)
- Wenn wir Türken küssen (Oscar Dénes) (Odeon O-11786, Berlin, Januar 1933)
- Es träumt Venezia (Gitta Alpar und Herbert Ernst Groh) (Odeon O-11790, Berlin, Januar 1933)
- Bist du mir treu? (Gitta Alpar und Herbert Ernst Groh) (Odeon O-11790, Berlin, Januar 1933)

Gesang Anni Frind, Erwin Hartung, Gemischter Chor und Tanzorchester, Dirigent Hans Schindler
- Potpourri aus der Operette: Ball im Savoy Erster Teil (Telefunken E 1309, Berlin, Januar 1933)
- Potpourri aus der Operette: Ball im Savoy Zweiter Teil (Telefunken E 1309, Berlin, Januar 1933)